# Renirie Rocks
Die Renirie Rocks sind ein in der Grundfläche ovaler und 25 km langer Felsvorsprung im Norden des ostantarktischen Viktorialands. In den Usarp Mountains ragt er 16 km nordwestlich der Morozumi Range an der Westseite der Mündung des Gressitt-Gletschers in den Rennick-Gletscher auf.
Der United States Geological Survey kartierte ihn anhand eigener Vermessungen und Luftaufnahmen der United States Navy aus den Jahren von 1960 bis 1963. Das Advisory Committee on Antarctic Names benannte ihn im Jahr 1964 nach Jack Renirie (1928–2014), der zwischen 1962 und 1971 in fünf antarktischen Sommerkampagnen auf der McMurdo-Station für die Öffentlichkeitsarbeit des United States Antarctic Research Program zuständig war.